# Chevrolet BrightDrop
Chevrolet BrightDrop (раніше BrightDrop Zevo) - малотоннажний вантажний електромобіль підрозділу Chevrolet компанії General Motors. Вперше було представлено 12 січня 2021 року на виставці Consumer Electronics Show, а виробництво розпочалося у грудні 2022 року.

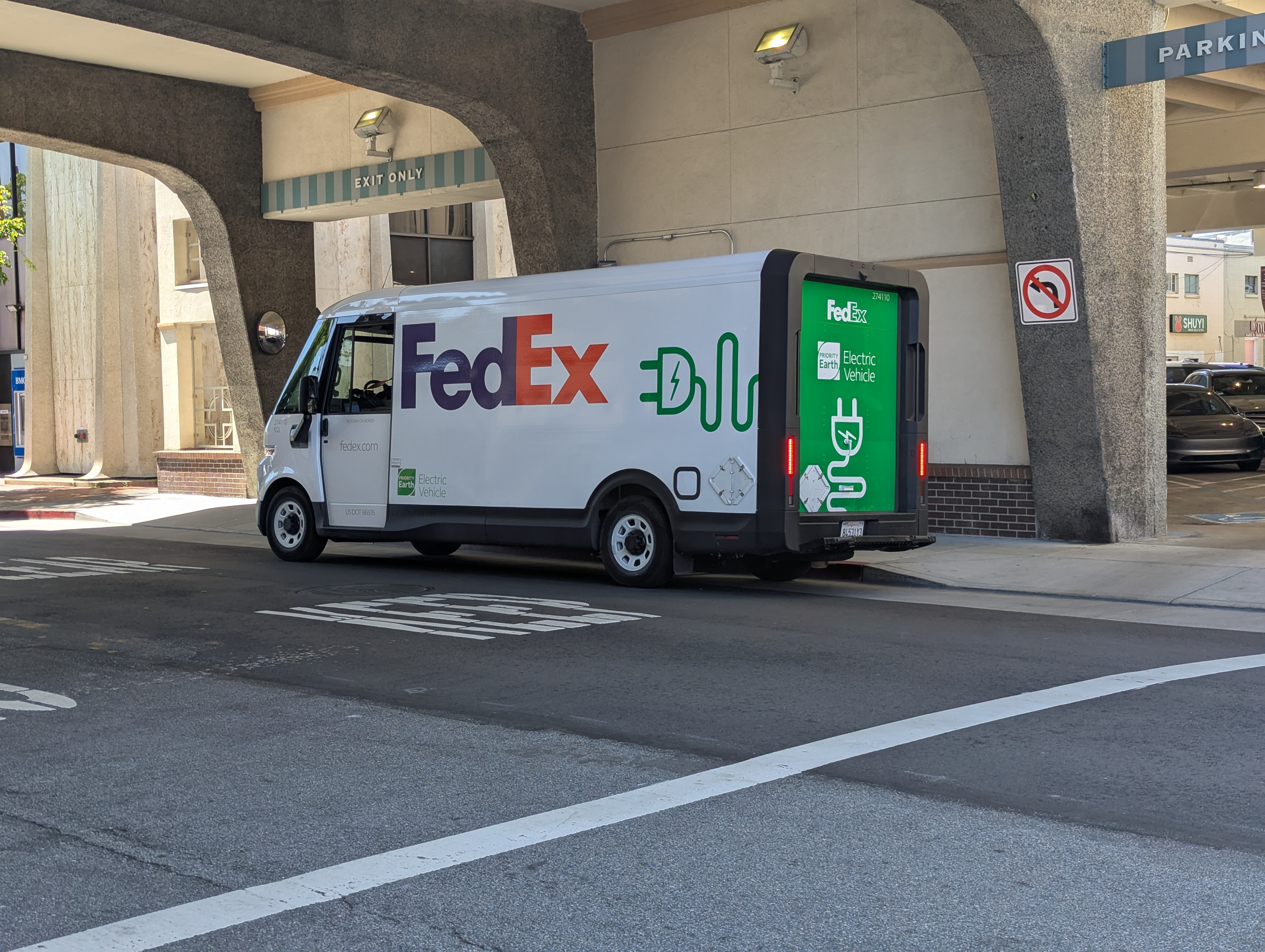
Brightdrop Zevo 600

Автомобіль випускається у двох комплектаціях: BrightDrop 600 (раніше Zevo 600) та BrightDrop 400 (раніше Zevo 400). У серпні 2024 року корпорація General Motors оголосила, що BrightDrop Zevo 600 і BrightDrop Zevo 400 будуть перейменовані на Chevrolet BrightDrop 600 і Chevrolet BrightDrop 400 відповідно і будуть продаватися в деяких дилерських центрах Chevrolet.

## Продажі
| рік  | США   |
| ---- | ----- |
| 2022 | 146   |
| 2023 | 497   |
| 2024 | 1,529 |